# هوبره ساویل
هوبره ساویل (نام علمی: Lophotis savilei) نام یک گونه از سرده هوبره‌های کاکلی است.